# Danny Mekić
Danny Mekić (Amsterdam, 12 januari 1987), is een Nederlandse ondernemer. Hij is oprichter en directeur van NewTeam, een consultancybureau dat zich richt op strategische vraagstukken van organisaties, en is daarnaast actief als schrijver en adviseur.

## Biografie
Hij richtte als vijftienjarige in 2002 een internetbedrijf op. Mekić stopte twee jaar later, op zeventienjarige leeftijd, met zijn middelbare school om zich volledig te kunnen richten op zijn ondernemersactiviteiten. In 2003 was hij wekelijks te zien in het debatprogramma Jongeren Lagerhuis van de VARA.
Zonder vwo-diploma werd Mekić in 2007 alsnog toegelaten tot de Universiteit van Amsterdam (UvA) voor het volgen van de honoursstudie Rechtsgeleerdheid. Hij was onder andere voorzitter van de Facultaire Studentenraad en werkzaam als werkgroep- en gastdocent op de UvA en andere universiteiten. Als werkgroepdocent was hij via Jong Ondernemen, een initiatief van VNO-NCW, lange tijd verbonden aan het TIO College te Amsterdam en de Hogeschool van Amsterdam voor het vak Entrepreneurship. Mekić wordt daarnaast gevraagd als jurylid bij innovatiewedstrijden, in panels en als gastspreker en verschijnt regelmatig in de media als internet- en communicatiedeskundige.
In 2008 was hij verbonden als paralegal aan een advocatenkantoor en kwam het boekje 'Internetrecht 2.0' uit bij de Vereniging voor Informatietechnologie en Recht, waar hij medeauteur van is. In dat jaar rondde hij ook zijn opleiding tot peer-mediator af. Datzelfde jaar werd hij genomineerd voor student-ondernemer van het jaar en stond hij in het blad Quote als jongste 'hoogvlieger'.
Begin juni 2009 werd hij, net als onder anderen collega-ondernemer Stacey Rookhuizen, uitgeroepen tot een van de 50 grootste Nederlandse talenten door het weekblad Elsevier. Daarnaast werd Danny Mekić op 19 juni 2009 door het ondernemersblad Sprout uitgeroepen tot meest succesvolle jonge ondernemer van Nederland.
In september 2010 werd Mekić lid van een adviescommissie van het ministerie van Onderwijs, Cultuur en Wetenschap, die zich bezighoudt met het stimuleren van ondernemerschap in het onderwijs. Sinds 2011 is hij partner bij NewTeam, een adviesbureau dat zich richt op strategische vraagstukken van organisaties.
Danny Mekić is regelmatig te zien en horen in de media. Hij is/was vaste gast in programma's als Villa VPRO (NPO Radio 1), Kassa, EenVandaag, Nieuwsuur en Hotel Kooij (NPO Radio 2). Samen met Eva Jinek nam hij in 2012 de presentatie van de TV Lab Greenroom op zich. In het programma ontvingen Jinek en Mekić iedere dag twee gasten waarmee ze de formats van die avond doornamen. Ook deed hij mee aan het programma Dream School waarin hij samen met Barbara Baarsma lessen verzorgde over economie en ondernemerschap.